# نلسون (کارولینای شمالی)
نلسون (به انگلیسی: Nelson) یک منطقهٔ مسکونی در ایالات متحده آمریکا است که در کارولینای شمالی واقع شده‌است.